# A szavak titkos élete
A szavak titkos élete (eredeti cím: La vida secreta de las palabras) 2005-ben bemutatott spanyol filmdráma.

## Történet
|  | Alább a cselekmény részletei következnek! |

Egy olajfúrótoronyban az óceán közepén baleset történik. Kigyullad a torony. Hanna egy magányos, introvertált fiatal nő, aki mindig csirkét, rizst és almát eszik, és egy szappant csak egyszer használ. Egy celofánüzemben dolgozik, főnöke egy hónapos szabadságra küldi, mivel a kollegái bepanaszolják. Hanna elutazik, de nem tud mit kezdeni szabadidejével. Egy étteremben meghallja, hogy egy férfi ápolónőt keres. Odalép az asztalához és jelentkezik az állásra. Hannát elviszik a fúrótoronyhoz, ahol kiderül, hogy egy súlyosan megégett férfit kell ápolnia maximum két hétig. A férfi ideiglenesen a látását is elveszítette a balesetben.
Hanna nem áll szóba az ott dolgozó férfiakkal. Joseffel is hidegen bánik, bár a munkáját tökéletesen elvégzi. Josef megpróbál összebarátkozni a lánnyal, és Corának szólítja. Josef folyamatosan beszél a nőhöz, Hanna fokozatosan oldódik fel a férfi társaságában. Nevet a viccein és napokkal később már a kérdéseire is válaszol. A többi férfi is megpróbál összebarátkozni a nővel. A szakács finom nemzeti ételekkel kényezteti őt és a csapatot, a tornyon dolgozik még egy szintén zárkózott óceonológus fiú, aki szintén bizalmába avatja a lányt.
Josef és Hanna között meghittség bontakozik ki, egy titkokkal, igazságokkal, hazugságokkal, humorral és fájdalommal teli kapcsolat. Hanna az utolsó napon elmeséli történetét a férfinak, amiből kiderül, hogy a jugoszláv háborúban fogva ejtették és többszörösen megerőszakolták és megkínozták az amerikai ENSZ katonák. Hanna még nem épült fel a lelki sérüléseiből, és a hegeket is a testén viseli. Josef és Hanna között szerelem ébred azon az éjszakán. Másnap Josefet kórházba szállítják, ahol megműtik és visszanyeri a látását. Josefnél marad véletlenül Hannah táskája, aminek segítségével felépülése után Dániában megkeresei Hanna pszichiáterét, aki elmeséli a lány hátterét, mindazt, amit Hannától nem tudott meg. Josef elutazik Észak-Írországba, ahol Hanna él, és szerelmet vall neki.

## Szereplők
- Sarah Polley – Hanna
- Tim Robbins – Josef
- Javier Cámara – Simon
- Eddie Marsan – Victor
- Julie Christie – Inge

## Díjak
- Velencei Nemzetközi Filmfesztivál – Lina Mangiacapre-díj – Isabel Coixet
- Európai Filmdíj – legjobb színésznő jelölés – Sarah Polley